# Kuppahalli, Krishnarajanagara
Kuppahalli là một làng thuộc tehsil Krishnarajanagara, huyện Mysore, bang Karnataka, Ấn Độ.